# Nokia 2700 classic
Le Nokia 2700 classic est un téléphone mobile fabriqué par la société finlandaise Nokia. Il comporte beaucoup d’accessoires tels que le bluetooth, l’OVI Store, une caméra photo de 2 mégapixels et des jeux. Il est distribué avec une couverture noire et rouge.
Créé en 2009, il est muni d’un lecteur MP3 et a une capacité de lecture vidéo de 5 h maximum.

## Caractéristiques techniques
| Dimensions                 | 109.2 x 46 x 14 mm                  |
| Résolution de l'écran      | 240 x 320 pixels                    |
| Taille de l'écran          | 2 pouces                            |
| SIM                        | Mini-SIM                            |
| Camera principale en photo | 2 MP                                |
| Camera principale en vidéo | 176x144 à 15fps                     |
| Batterie                   | Batterie amovible Li-Ion à 1020 mAh |
| Musique                    | Lecteur MP3                         |